# AKB48 19thシングル選抜じゃんけん大会
『AKB48 19thシングル選抜じゃんけん大会』（エーケービーフォーティエイト ナインティーンスシングルせんばつじゃんけんたいかい）は、AKB48の19thシングルの選抜メンバーをじゃんけんで決定するイベントである。この大会の16位までのメンバーが、19thシングル「チャンスの順番」（2010年12月8日発売）の選抜メンバーとなった。

## 概要
この「19thシングル選抜メンバーを“じゃんけん”で決定する」というイベントは、2010年7月10日・11日に国立代々木競技場第一体育館で開催されたコンサート『AKB48 コンサート「サプライズはありません」』最終公演において発表された。
従来の選抜方式と異なり、実績や知名度などは一切考慮されず、「運」のみによる勝ち残りとなる。そのため、加入して間もないメンバー（特に研究生）やメディアにあまり露出していないメンバーも選抜メンバーを勝ち取れる可能性があり、「チャンスは全員平等」をコンセプトに開催される運びとなった。
参加資格はAKB48の正規メンバー全員と研究生のうち「サプライズはありません」での発表時に研究生同士で行われたじゃんけんで勝ち残った4名。ただし、出場権を持つメンバーのうち、小野恵令奈は卒業のため出場を辞退した。このじゃんけん大会には、選抜総選挙とは異なり、SKE48のメンバーはエントリーしていない。SDN48メンバーはミニライブやインタビュー担当として出演した。
発表後、抽選によりトーナメント表が作成されたが、トーナメントの抽選はコンサート最終盤に実施されたため、労働基準法第61条第5項の規定上終了時間を遅らせるわけにいかない中学生メンバーと、研究生を優先して行い、退場後、残るメンバーは年齢の若い順にくじを引いた。
同年9月21日、日本武道館においてじゃんけん大会が開催された。司会はジョン・カビラ、入場コールはレニー・ハート、主審は南海キャンディーズの山里亮太が、副審は戸賀崎智信、西山恭子、石谷靖彦、茅野しのぶの4名がそれぞれ務めた。ゲストとしてアントニオ猪木も来場し「1! 2! 3! ダァーッ!!」のパフォーマンスを披露した。
なお、このイベントの模様は同年6月9日に開催された『AKB48 17thシングル 選抜総選挙』の開票イベントと同様に、日本各地の映画館でも中継された。さらに、今回はイベントの開催時間を考慮し、生中継に加えて時間差中継も行われた。

## 入選枠
ベスト16に残った16名が選抜メンバーに選ばれる。3回戦以降で敗れた者は順位決定戦に回り、16位まで完全に順位付けを行う。上位12名が「メディア選抜」と呼ばれ、テレビ番組や雑誌などでの新曲プロモーションに参加することができる。

## ルール
- すべて一回勝負。
- 掛け声は「じゃん・けん・ぽん」。「最初はグー」などは無し。
- 中央に用意された緑のテーブルの上に手を出し、微妙は場合はVTR判定をおこなう。
- あいこの場合、構えからもう一度やり直す。「あいこでしょ」のコールは無し。
- 服装は私服・舞台衣装問わず自由だが、腕の装飾品は外して行う。
- 相手の「手」が確定してから、「手」を出した場合「後出し」とする。
- 後出しによる勝利は無効で、疑われる場合はVTR判定および審判によって、後出しがないか判断。 - 適用例なし。
- マイクパフォーマンスでは相手の「手」を強要してはいけないが、自分が出す「手」の予告は認められる。事前に平嶋が峯岸に何を出すかを予告していた。

## エントリーとトーナメントの流れ
- オープニングデモンストレーション

山里亮太vsアントニオ猪木（勝者：アントニオ）
太字は勝利者
| ブロ ック | 1回戦 | 1回戦                 | 1回戦 | 1回戦     | 2回戦                 | 3回戦               |
| ブロ ック | No.   | 氏名                  | 所属  | 加入      | 2回戦                 | 3回戦               |
| --------- | ----- | --------------------- | ----- | --------- | --------------------- | ------------------- |
| A         | 1     | 佐藤すみれ            | B     | 7期       | 佐藤すみれ 篠田麻里子 | 佐藤すみれ 近野莉菜 |
| A         | 2 3   | 中村麻里子 篠田麻里子 | 研 A  | 9期 1.5期 | 佐藤すみれ 篠田麻里子 | 佐藤すみれ 近野莉菜 |
| A         | 4 5   | 柏木由紀 近野莉菜     | B     | 3期 5期   | 近野莉菜 平嶋夏海     | 佐藤すみれ 近野莉菜 |
| A         | 6 7   | 平嶋夏海 峯岸みなみ   | B K   | 1期       | 近野莉菜 平嶋夏海     | 佐藤すみれ 近野莉菜 |
| A         | 8     | 倉持明日香            | A     | 4期       | 倉持明日香 秋元才加   | 倉持明日香 小嶋陽菜 |
| A         | 9 10  | 秋元才加 仲谷明香     | K A   | 2期 3期   | 倉持明日香 秋元才加   | 倉持明日香 小嶋陽菜 |
| A         | 11    | 小嶋陽菜              | A     | 1期       | 小嶋陽菜 野中美郷     | 倉持明日香 小嶋陽菜 |
| A         | 12 13 | 野中美郷 奥真奈美     | K B   | 6期 2期   | 小嶋陽菜 野中美郷     | 倉持明日香 小嶋陽菜 |
| B         | 14    | 中田ちさと            | A     | 4期       | 中田ちさと 河西智美   | 河西智美 石田晴香   |
| B         | 15 16 | 仲俣汐里 河西智美     | 研 B  | 10期 2期  | 中田ちさと 河西智美   | 河西智美 石田晴香   |
| B         | 17 18 | 石田晴香 板野友美     | B K   | 5期 1期   | 石田晴香 片山陽加     | 河西智美 石田晴香   |
| B         | 19 20 | 片山陽加 -            | A     | 3期       | 石田晴香 片山陽加     | 河西智美 石田晴香   |
| B         | 21    | 梅田彩佳              | K     | 2期       | 梅田彩佳 田名部生来   | 田名部生来 佐藤夏希 |
| B         | 22 23 | 鈴木まりや 田名部生来 | B K   | 7期 3期   | 梅田彩佳 田名部生来   | 田名部生来 佐藤夏希 |
| B         | 24    | 宮澤佐江              | K     | 2期       | 宮澤佐江 佐藤夏希     | 田名部生来 佐藤夏希 |
| B         | 25 26 | 佐藤夏希 菊地あやか   | B K   | 2期 7期   | 宮澤佐江 佐藤夏希     | 田名部生来 佐藤夏希 |
| C         | 27 28 | 小森美果 松井咲子     | B K   | 7期       | 松井咲子 松原夏海     | 松井咲子 高城亜樹   |
| C         | 29    | 松原夏海              | A     | 2期       | 松井咲子 松原夏海     | 松井咲子 高城亜樹   |
| C         | 30 31 | 藤江れいな 高城亜樹   | K A   | 4期 6期   | 高城亜樹 佐藤亜美菜   | 松井咲子 高城亜樹   |
| C         | 32    | 佐藤亜美菜            | B     | 4期       | 高城亜樹 佐藤亜美菜   | 松井咲子 高城亜樹   |
| C         | 33 34 | 高橋みなみ 中塚智実   | A B   | 1期 5期   | 中塚智実 指原莉乃     | 中塚智実 仲川遥香   |
| C         | 35 36 | 大島優子 指原莉乃     | K A   | 2期 5期   | 中塚智実 指原莉乃     | 中塚智実 仲川遥香   |
| C         | 37 38 | 米沢瑠美 仲川遥香     | K A   | 3期       | 仲川遥香 北原里英     | 中塚智実 仲川遥香   |
| C         | 39    | 北原里英              | B     | 5期       | 仲川遥香 北原里英     | 中塚智実 仲川遥香   |
| D         | 40 41 | 増田有華 渡辺麻友     | B     | 2期 3期   | 渡辺麻友 前田敦子     | 前田敦子 前田亜美   |
| D         | 42    | 前田敦子              | A     | 1期       | 渡辺麻友 前田敦子     | 前田敦子 前田亜美   |
| D         | 43 44 | 前田亜美 大家志津香   | A     | 7期 4期   | 前田亜美 仁藤萌乃     | 前田敦子 前田亜美   |
| D         | 45    | 仁藤萌乃              | K     | 5期       | 前田亜美 仁藤萌乃     | 前田敦子 前田亜美   |
| D         | 46 47 | 多田愛佳 岩佐美咲     | A     | 3期 7期   | 多田愛佳 内田眞由美   | 内田眞由美 小林香菜 |
| D         | 48 49 | 宮崎美穂 内田眞由美   | B K   | 5期       | 多田愛佳 内田眞由美   | 内田眞由美 小林香菜 |
| D         | 50 51 | 小林香菜 永尾まりや   | B 研  | 2期 9期   | 小林香菜 小林茉里奈   | 内田眞由美 小林香菜 |
| D         | 52    | 小林茉里奈            | 研    | 10期      | 小林香菜 小林茉里奈   | 内田眞由美 小林香菜 |

| 順位決定戦（9-16位）                | 順位決定戦（9-16位） | 順位決定戦（9-16位） | 順位決定戦（9-16位）  | 順位決定戦（9-16位）                    |
| 負け残り                            | 負け残り             | 開始                 | 勝ち残り              | 勝ち残り                                |
| 15・16位 13・14位                   | 13-16位              | 9-16位               | 9-12位                | 11・12位 9・10位                        |
| ----------------------------------- | -------------------- | -------------------- | --------------------- | --------------------------------------- |
| 近野莉菜 前田敦子 河西智美 松井咲子 | 近野莉菜 河西智美    | 倉持明日香 近野莉菜  | 倉持明日香 田名部生来 | 田名部生来 小林香菜 倉持明日香 中塚智実 |
| 近野莉菜 前田敦子 河西智美 松井咲子 | 近野莉菜 河西智美    | 河西智美 田名部生来  | 倉持明日香 田名部生来 | 田名部生来 小林香菜 倉持明日香 中塚智実 |
| 近野莉菜 前田敦子 河西智美 松井咲子 | 松井咲子 前田敦子    | 松井咲子 中塚智実    | 中塚智実 小林香菜     | 田名部生来 小林香菜 倉持明日香 中塚智実 |
| 近野莉菜 前田敦子 河西智美 松井咲子 | 松井咲子 前田敦子    | 前田敦子 小林香菜    | 中塚智実 小林香菜     | 田名部生来 小林香菜 倉持明日香 中塚智実 |

| ベスト8                               | ベスト8             | ベスト8             | ベスト8             | ベスト8           | ベスト8             |
| 順位決定戦                            | 順位決定戦          | 開始                | 勝ち残り            | 勝ち残り          | 勝ち残り            |
| 7・8位 5・6位                         | 5-8位               | 4回戦               | 準決勝              | 3位決定戦         | 決勝戦              |
| ------------------------------------- | ------------------- | ------------------- | ------------------- | ----------------- | ------------------- |
| 佐藤夏希 高城亜樹 佐藤すみれ 前田亜美 | 佐藤すみれ 佐藤夏希 | 佐藤すみれ 小嶋陽菜 | 小嶋陽菜 石田晴香   | 小嶋陽菜 仲川遥香 | 石田晴香 内田眞由美 |
| 佐藤夏希 高城亜樹 佐藤すみれ 前田亜美 | 佐藤すみれ 佐藤夏希 | 石田晴香 佐藤夏希   | 小嶋陽菜 石田晴香   | 小嶋陽菜 仲川遥香 | 石田晴香 内田眞由美 |
| 佐藤夏希 高城亜樹 佐藤すみれ 前田亜美 | 高城亜樹 前田亜美   | 高城亜樹 仲川遥香   | 仲川遥香 内田眞由美 | 小嶋陽菜 仲川遥香 | 石田晴香 内田眞由美 |
| 佐藤夏希 高城亜樹 佐藤すみれ 前田亜美 | 高城亜樹 前田亜美   | 前田亜美 内田眞由美 | 仲川遥香 内田眞由美 | 小嶋陽菜 仲川遥香 | 石田晴香 内田眞由美 |

## 結果
選抜回数はメジャーデビュー1stシングル「会いたかった」から、開催時点では発売されていなかった18thシングル「Beginner」までのシングル回数。カップリング曲は回数に含めない。（+）はインディーズの回数。
| 順位                   | No. | 氏名       | 所属 | 加入 | 選抜回数   | 備考                 |
| ---------------------- | --- | ---------- | ---- | ---- | ---------- | -------------------- |
| 1位                    | 49  | 内田眞由美 | K    | 5期  | 初         | 2010年昇格           |
| 2位                    | 17  | 石田晴香   | B    | 5期  | 初         | 2010年昇格           |
| 3位                    | 11  | 小嶋陽菜   | A    | 1期  | 18回（+2） | 全作選抜入り記録継続 |
| 4位                    | 38  | 仲川遥香   | A    | 3期  | 1回        | 17thシングル以来     |
| 5位                    | 43  | 前田亜美   | A    | 7期  | 初         | 2010年昇格           |
| 6位                    | 1   | 佐藤すみれ | B    | 7期  | 初         | 2010年昇格           |
| 7位                    | 25  | 佐藤夏希   | B    | 2期  | 1回        | 3rdシングル以来      |
| 8位                    | 31  | 高城亜樹   | A    | 6期  | 3回        |                      |
| 9位                    | 34  | 中塚智実   | K    | 5期  | 初         |                      |
| 10位                   | 8   | 倉持明日香 | A    | 4期  | 2回        | 13thシングル以来     |
| 11位                   | 50  | 小林香菜   | B    | 2期  | 2回        | 3rdシングル以来      |
| 12位                   | 23  | 田名部生来 | K    | 3期  | 初         |                      |
| 以上12名がメディア選抜 |     |            |      |      |            |                      |
| 13位                   | 16  | 河西智美   | B    | 2期  | 17回       |                      |
| 14位                   | 28  | 松井咲子   | K    | 7期  | 初         | 2010年昇格           |
| 15位                   | 42  | 前田敦子   | A    | 1期  | 18回（+2） | 全作選抜入り記録継続 |
| 16位                   | 5   | 近野莉菜   | B    | 5期  | 初         |                      |

優勝者の内田には、総合プロデューサーの秋元康より“グー・チョキ・パー”の黄金の腕を形取ったトロフィーが贈られた。内田にとっては初の選抜入りにして初のセンターポジションとなる。内田は「みなさん、こんばんは。私が内田眞由美です」と挨拶した。
その一方で、選抜常連組とされている者の多くが2回戦までに敗退した。河西と前田敦は2回戦で勝利したものの、3回戦と順位決定戦で連敗したため、メディア選抜外での選抜メンバー入りとなった。この結果、第2回選抜総選挙から連続してメディア選抜メンバーとなったのは12名中小嶋のみであり、同時に小嶋以外のメジャーデビュー以来のメディア選抜入りが途絶えることとなった。

## 『AKB48 東京秋祭り』でのじゃんけん大会
『Visit Zooキャンペーン応援プロジェクト AKB48 東京秋祭り supported by NTTぷらら』 2010年10月9日（於：葛西臨海公園）
※並び左から対戦順。対戦者は指原が指名。石田と宮崎は前回のリベンジがしたいということで参戦した。山里役はバッドボーイズ・佐田正樹。
| 結果 | ○ | ○ | × | ○ | ○ | ○ | △△○ |

内田が、6勝1敗という結果になった。

## 放送
- 有吉AKB共和国特別編 全部見せます! 選抜じゃんけん大会 - TBS・2010年10月21日（22日未明）0:55 - 1:55
  - 番組内でTBSオンデマンド・モバイルでの完全公開を発表。
- サンデージャポン
- その他、地上波各局の各種ニュース番組などでも結果や大会の一部がダイジェストで適宜放送された。

## 書籍
- AKB48 じゃんけん選抜公式ガイドブック（2010年8月31日、光文社）

## DVD
AKSにより販売。
- AKB48 DVD MAGAZINE Vol.05A AKB48 19th シングル選抜 「じゃんけん大会」 51のリアル〜Aブロック編 AKB-D2077A
- AKB48 DVD MAGAZINE Vol.05B AKB48 19th シングル選抜 「じゃんけん大会」 51のリアル〜Bブロック編 AKB-D2077B
- AKB48 DVD MAGAZINE Vol.05C AKB48 19th シングル選抜 「じゃんけん大会」 51のリアル〜Cブロック編 AKB-D2077C
- AKB48 DVD MAGAZINE Vol.05D AKB48 19th シングル選抜 「じゃんけん大会」 51のリアル〜Dブロック編 AKB-D2077D
  - いずれもじゃんけん札生写真（51人×3種=全153種の内5枚）付
- AKB48 DVD MAGAZINE Vol.05 AKB48 19th シングル選抜 「じゃんけん大会」（2010年12月25日） AKB-D2077
  - 187分
  - 仕様：本編Disc×2+生写真（大会当日衣装<51人・各1種・全51種>ランダム5枚）+DVD付属中冊子20ページ
    - Disc1：試合直前リポート/オープニング/トーナメント1回戦/19thシングル選抜決定戦（2回戦）
    - Disc2：19thシングル選抜メンバー決定戦/ベスト16、8、4決定戦/ライブ/エンディング